# جینی (خواننده)
چوی یون جین (به کره‌ای: 최윤진؛ زاده ۱۶ آوریل ۲۰۰۴)، که به‌طور حرفه‌ای با نام جینی (به زبان کره‌ای: 지니) شناخته می‌شود یک خواننده اهل کره جنوبی است. او در فوریه 2022 به عنوان عضوی از گروه دخترانه ان‌میکس شروع به فعالیت کرد. او پس از جدایی از گروه در 9 دسامبر 2022، به عنوان یک هنرمند انفرادی به ATOC پیوست.

## اوایل زندگی
جینی در 16 آوریل 2004 با نام چوی یون جین در بوسان کره جنوبی به دنیا آمد.

## فعالیت ها
جینی در سال 2016 به عنوان یک کارآموز به جی‌وای‌پی انترتینمنت پیوست. در سال 2019، او در موزیک ویدیوی 2PM Nichkhun برای اولین آهنگ انفرادی خود "Lucky Charm" ظاهر شد. در 6 اوت 2021، جینی به همراه جیوو و کیوجین به عنوان سه عضو اول ان‌میکس (که در آن زمان با نام "JYPn" شناخته می شد) از طریق یک ویدیو اجرای رقص معرفی شدند.
جینی به‌طور رسمی با این گروه در 22 فوریه 2022 با اولین آلبوم تک آهنگ Ad Mare در کنار تک آهنگ اصلی "O.O" شروع به کار کرد. در 9 دسامبر، جی‌وای‌پی انترتینمنت اعلام کرد که به دلایل شخصی جینی از ان‌میکس جدا خواهد شد و قراردادش فسخ شده است.
در 14 آوریل 2023، رسانه های خبری گزارش دادند که جینی قراردادی انحصاری با ATOC (که قبلا UAP نامیده می شد) امضا کرده است، و آنها یک تفاهم نامه با Sublime برای مدیریت فعالیت های هنری او امضا کرده اند. که بعداً توسط Sublime تأیید شد. در 14 سپتامبر، ATOC اعلام کرد که جینی اولین حضور انفرادی خود را در 11 اکتبر خواهد داشت.